# Kambodžský cestovní pas

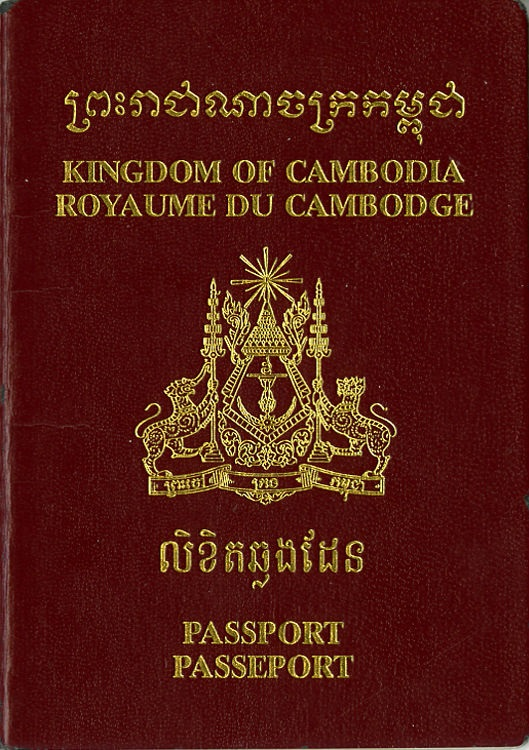
Kambodžský cestovní pas

Kambodžský cestovní pas (khmérsky: ខិតឆ្លងដែនកម្ពុជា) slouží občanům Kambodže za účelem cest do zahraničí.

## Vzhled
Kambodžská vláda začala vydávat nové biometrické pasy v roce 2014. Design pasů prošel několika změnami. Pas má hnědý obal se znakem Kambodže na přední straně. Nad znakem je nápis „ព្រះរាជាណាចក្រកម្ពុជា។“ v khmérštině, „KINGDOM OF CAMBODIA“ v angličtině a „ROYAUME DU CAMBODGE“ ve francouzštině. Pod erbem je nápis „លិខិតឆ្លងដែន“ „PASSPORT“ „PASSEPORT“ ve třech jazycích.
Cestovní pas je vytištěn ve třech jazycích: khmérštině, angličtině a francouzštině.

### Identifikační stránka
- Fotografie držitele pasu (šířka: 40 mm, výška: 60 mm; výška hlavy (po vrchol vlasů): 36 mm; vzdálenost od horního okraje fotografie k vrcholu vlasů: 6 mm; bílé pozadí)
- Typ („P“ pro cestovní pas)
- Kód země
- Sériové číslo pasu
- Příjmení a jméno držitele pasu
- Státní občanství
- Datum narození (DD. MM. RRRR)
- Pohlaví (M pro muže nebo F pro ženy)
- Místo narození
- Datum vydání (DD. MM. RRRR)
- Podpis držitele pasu
- Datum expirace (DD. MM. RRRR)

## Požadované dokumenty
Vyřízení kambodžského pasu vyžaduje, aby žadatel předložil 2 další dokumenty prokazující občanství a pobyt.
Níže jsou uvedeny 2 požadavky:
- Platný kambodžský průkaz totožnosti.
- Doklad o pobytu (kterýkoli z níže uvedených): Rodinný záznam, Kniha o pobytu, Doklad o pobytu

## Vízové požadavky

Země a území s bezvízovým stykem nebo vízem po příletu pro držitele běžných kambodžských pasů

## Galerie

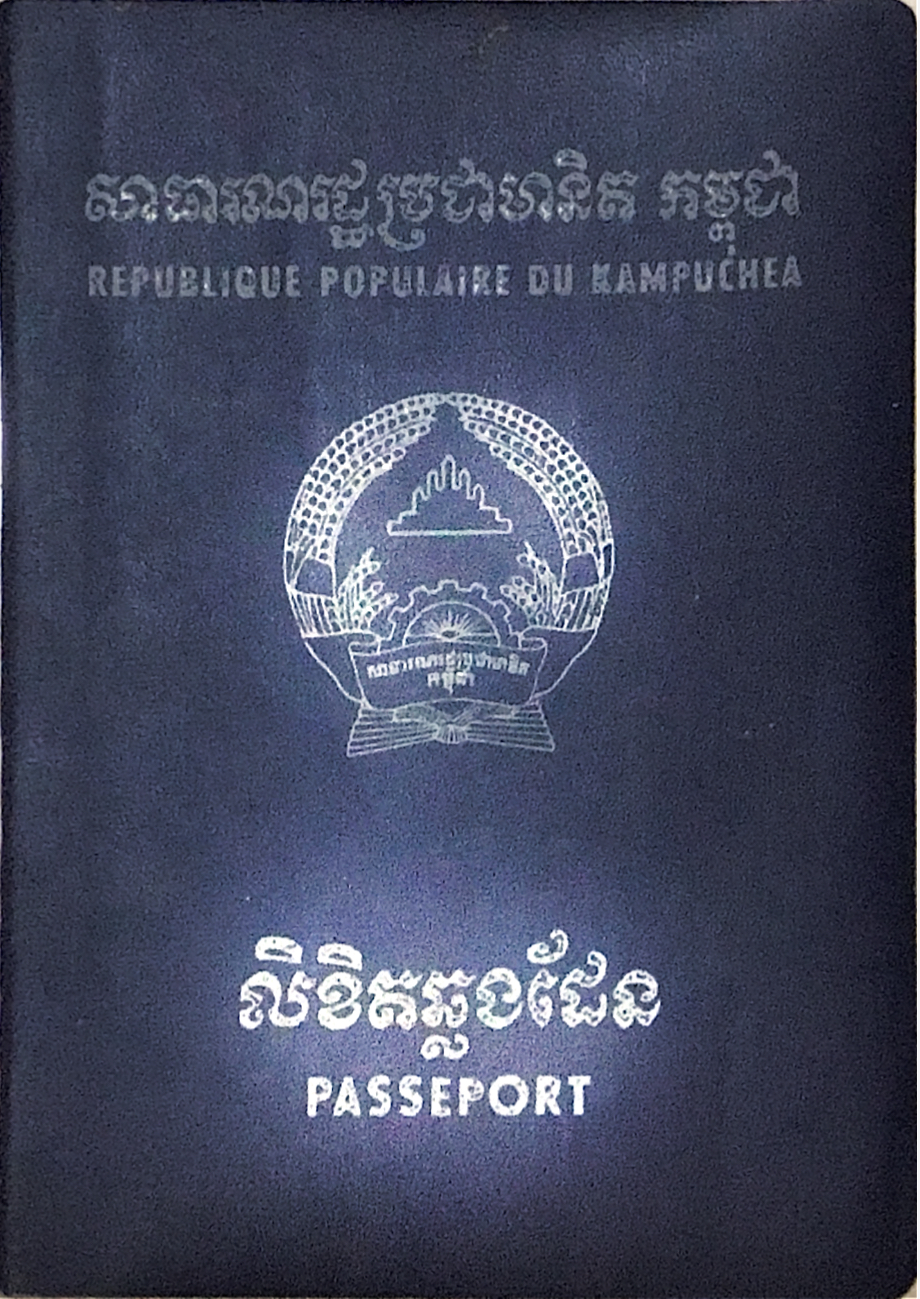
Cestovní pas z dob Kampučské lidové republiky